# Орден «Полярна Зірка»
О́рден «Поля́рна Зі́рка» (рос. О́рден «Поля́рная Звезда́») — вища нагорода Республіки Саха (Якутії), заснована Постановою Палати представників Державних зборів Республіки Саха (Якутія) ПП № 418-I від 11 лютого 1997 р.

## Правила нагородження
Відповідно до Статуту орденом «Полярна Зірка» нагороджуються громадяни:
- За видатний внесок у розвиток економіки та зміцнення державності Республіки Саха (Якутія);
- За видатні заслуги в державній, соціально-політичній, культурній, науково-дослідницькій, благодійній діяльності, що отримала всенародне визнання;
- За видатні особисті заслуги, пов'язані з проявом виняткової хоробрості, самовідданості і мужності при захисті Вітчизни, підтримці законності і правопорядку, захисту життя і прав громадян;
- За видатний внесок у зміцнення миру, дружби та розвиток співробітництва між народами Республіки Саха (Якутія) та іншими державами;
- За виняткові досягнення в підготовці високо кваліфікованих кадрів, виховання покоління, що підростає.

Орден «Полярна Зірка» носиться на шийній стрічці.

## Опис ордена

Орден «Полярна Зірка» на шийній стрічці.

Орден являє собою восьмикутну зірку, промені якої прикрашені якутським орнаментом на білій і блакитній емалі. Простір між променями заповнено синьою перегородчастою емаллю. У центрі зірки — коло, покрите червоною емаллю, на нижній його частині напис «Полярна Зірка» (рос. "Полярная Звезда"). У верхній частині центрального кола і по всій окружності знову розташовані елементи традиційних якутських орнаментів, що символізують єдність корінних народів Якутії. В центрі ордену на зеленій емалі розташований великий діамант діаметром 3 мм — символ «Полярної Зірки».
Орден виготовлений з золота 750 проби, з застосуванням гарячих емалей та використанням діамантів. Колодка також із золота 750 проби в характерному стилі. Шийна стрічка виконана в кольорах Державного прапора Республіки Саха (Якутія). Вага золота — 165 грам. Вага діаманта — 0,45 грам (діаметр 3 мм — 1 штука).